# Enjbatyn Badar-Uugan
Enkhbatyn Badar-Uugan (Энхбатын Бадар-Ууган en mongol; nacido el 3 de junio de 1985 en Ulán Bator) es un boxeador amateur de Mongolia que ganó el oro en la categoría de Peso gallo (-54 kg) en el campeonato del mundo de 2007. Ganó también la medalla de oro en el Peso gallo en los Juegos Olímpicos de Pekín 2008. 

## Trayectoria deportiva
En los Juegos Asiáticos de 2006 ganó la medalla de bronce en un combate contra el coreano Han Soon Chul. En el campeonato mundial de boxeo del año 2007 perdió en la final contra el ruso Sergey Vodopyanov, ganando de esta forma la medalla de plata. La suerte le llegó ese mismo año, ganando el oro en el campeonato asiático de boxeo amateur.
En el año 2008, durante las Olimpiadas en Pekín, se convirtió en el segundo representante de Mongolia en ganar una medalla de oro.
- Datos: Q372223